# Psychotria st-johnii
Psychotria st-johnii är en måreväxtart som beskrevs av Francis Raymond Fosberg. Psychotria st-johnii ingår i släktet Psychotria och familjen måreväxter. Inga underarter finns listade i Catalogue of Life.